# Femtonhörning

En regelbunden femtonhörning.

En femtonhörning (eller sällsynt möjligen pentadekagon) är en polygon med femton hörn. Summan av (de inre) vinklarna hos en femtonhörning är 2340°.

## Regelbundna femtonhörning
En liksidig och likvinklig femtonhörning kallas för en regelbunden femtonhörning. Den har alltså vinkeln {\displaystyle \textstyle {\frac {1}{15}}2340^{\circ }=156^{\circ }} i varje hörn (vilket ger yttre vinklar på 204°); och har en area A som ges av:
{\displaystyle {\begin{aligned}A={\frac {15}{4}}a^{2}\cot {\frac {\pi }{15}}&={\frac {15}{4}}{\sqrt {7+2{\sqrt {5}}+2{\sqrt {15+6{\sqrt {5}}}}}}a^{2}\\&={\frac {15a^{2}}{8}}\left({\sqrt {3}}+{\sqrt {15}}+{\sqrt {2}}{\sqrt {5+{\sqrt {5}}}}\right)\\&\approx 17{\text{,}}6424\,a^{2}.\end{aligned}}}
där a är sidlängden i femtonhörningen.
En regelbunden femtonhörning kan konstrueras med passare och ograderad linjal.